# Barkly East
Barkly East (en afrikáans: Barkly-Oos: Barkly-Oos) es una ciudad en la provincia del Cabo Oriental, Sudáfrica, asiento del Joe Gqabi Municipio de Distrito, y 117 km por carretera E.S.E. De Aliwal Norte, en el área montañosa justo al sur de Lesoto. La ciudad está situada en el extremo sur de la Drakensberg en la Langkloofspruit, un afluente del río Kraai, que a su vez es un afluente del río Orange a una altitud de 1790 metros (5873 pies) por encima del nivel del mar. Barkly East se caracteriza por montañas abruptas y valles verdes.
Nieva en invierno, y la Aldea de Rhodas está a 60 km, una hora en coche desde Barkly East en el R396. Ambos están dentro de las fronteras de la Municipalidad local Senqu.
Ha sido uno de las pocas áreas en Sudáfrica en donde se practican deportes de invierno, y la pesca con mosca de verano para la trucha Arco Iris y yellowfish indígena boca chica, trail running, ciclismo de montaña, antigua roca-arte, el tenis y el magnífico paisaje para atraer turistas al distrito.
Un desarrollo más reciente, es el terreno montañoso que atrae ciclistas de todo terreno que se deleitan al atravesar los numerosos pases en la zona. Aún más reciente es la apertura de la temporada de pesca con mosca de invierno en aguas de Asociación Salvaje de Trucha alrededor de Barkly East, Lady Grey, Rhodas y Wartrail.
La mayor parte de la población habla xhosa y afrikáans, aunque también se hablan inglés y sesoto. La principal actividad económica del distrito es la cría de ovejas, que se beneficia de sus excelentes pastos.

## Historia
Al igual que Barkly West, la ciudad se llama así por Sir Henry Barkly, que fue gobernador de la Colonia del Cabo de 1870 a 1877. El 14 de diciembre de 1874 el entonces gobernador Sir Henry Barkly proclamó que una ciudad podía separarse de Wodehouse.
Entre las primeras familias que se asentaron en Barkly East figuraban los Nels, Bothas, Olivier, Murray, Smits, Sephtons, Giddys, Isteds, Orpens, Nortons, Greyvensteins, Stapelbergs, Vorsters y el Jouberts y Cloetes de Constantia, pero fue un Nel quien primero se asentó en la zona. 
La zona es conocida por sus excelentes truchas. Numerosas cuevas contienen pinturas rupestres por el San con centenares de años de antigüedad, y los visitantes interesaron en San arte en casas de campo en granjas locales.

## El Cloete-Joubert Hospital
El hospital en Barkly East es un monumento a Piet Joubert por su mujer, que era una Cloete y la hija de uno de los ganaderos más ricos de Sudáfrica, CWP Cloete de Glen Almendra. 
La pareja Joubert no tuvo hijos y después de su muerte tenía intención de donar su dinero a un hospital. Pero el señor Greyvenstein, que era su abogado, les persuadió de que mantuvieran el Cloete en la zona. Como tal, se planeó un pequeño hospital: el costo total de este fue de £100 000, de las que £80 000 provinieron de la pareja Joubert. El hospital fue inaugurado por el ministro Sauer y por Dollie Cloete (la nieta de CWP Cloete por su primera esposa).

## Clima
Barkly East tiene un clima subtropical de montaña (Cwb, según clasificación de clima Köppen), con veranos suaves e inviernos fríos y secos, con nevadas ocasionales. Limita con un clima semiárido frío (BSk). La precipitación media anual es de 567mm, con más mayoría de las precipitaciones se producen durante verano.
| Climograma de Barkly East | Climograma de Barkly East | Climograma de Barkly East | Climograma de Barkly East | Climograma de Barkly East | Climograma de Barkly East | Climograma de Barkly East | Climograma de Barkly East | Climograma de Barkly East | Climograma de Barkly East | Climograma de Barkly East | Climograma de Barkly East |
| --- | ------------------------- | ------------------------- | ------------------------- | ------------------------- | ------------------------- | ------------------------- | ------------------------- | ------------------------- | ------------------------- | ------------------------- | ------------------------- |
| E | F                         | M                         | A                         | M                         | J                         | J                         | A                         | S                         | O                         | N                         | D                         |
| 80 24 11 | 85 23 11                  | 65 21 9                   | 46 18 5                   | 28 16 2                   | 11 13 0                   | 8 13 -1                   | 11 15 0                   | 22 18 4                   | 46 20 6                   | 67 21 8                   | 78 23 10                  |
| temperaturas en °C • totales de precipitación en mm fuente: SA Explorer |                           |                           |                           |                           |                           |                           |                           |                           |                           |                           |                           |
| Conversión sistema imperial\| E \| F \| M \| A \| M \| J \| J \| A \| S \| O \| N \| D \| \| 3.1 75 52 \| 3.3 73 52 \| 2.6 70 48 \| 1.8 64 41 \| 1.1 61 36 \| 0.4 55 32 \| 0.3 55 30 \| 0.4 59 32 \| 0.9 64 39 \| 1.8 68 43 \| 2.6 70 46 \| 3.1 73 50 \| \| temperaturas en °F • totales de precipitación en pulgadas \| \| \| \| \| \| \| \| \| \| \| \| |                           |                           |                           |                           |                           |                           |                           |                           |                           |                           |                           |
| E | F                         | M                         | A                         | M                         | J                         | J                         | A                         | S                         | O                         | N                         | D                         |
| 3.1 75 52 | 3.3 73 52                 | 2.6 70 48                 | 1.8 64 41                 | 1.1 61 36                 | 0.4 55 32                 | 0.3 55 30                 | 0.4 59 32                 | 0.9 64 39                 | 1.8 68 43                 | 2.6 70 46                 | 3.1 73 50                 |
| temperaturas en °F • totales de precipitación en pulgadas |                           |                           |                           |                           |                           |                           |                           |                           |                           |                           |                           |